# Oregon Music Hall of Fame
Die Oregon Music Hall of Fame ist eine Organisation, deren Ziel es ist, aus dem US-Bundesstaat Oregon stammende Musiker und andere Musikschaffende für ihre Verdienste um die Musik in Oregon und ihren Einfluss auf die Musik weltweit zu würdigen.

## Hintergrund
In den 1990er Jahren gründete sich eine Organisation, die sich „Oregon Music Coalition“ nannte. Die Mitglieder wählten ca. 50 Bands und Musiker, die zusammen die Oregon Music Hall of Fame bildeten. Über die folgenden Jahre ließ das Interesse jedoch nach, und die Oregon Music Coalition löste sich auf. 2004 fand sich eine Gruppe Musikinteressierter zusammen, die es sich zum Ziel setzte, die Idee der Oregon Music Coalition aufzugreifen und fortzusetzen. Hierzu wurde eine nicht profitorientierte Firma gegründet, die sich den Namen Oregon Music Hall of Fame gab.
Die Oregon Music Hall of Fame nahm die in der Vergangenheit bereits gewählten Bands und Musiker auf und beruft jährlich neue Mitglieder durch Wahl hinzu. Hierbei können Musiker, Musikproduzenten, Radio-Disc-Jockeys und Promoter nominiert werden. Langfristiges Ziel ist es, ähnlich der Rock and Roll Hall of Fame in Cleveland, ein eigenes Gebäude zu betreiben, in dem dann Musikausstellungen und Seminare stattfinden und die Mitglieder der Ruhmeshalle durch die Ausstellung von Erinnerungsstücken repräsentiert werden.

## Nominierungen
Es erfolgen Nominierungen in mehreren Kategorien:
- Künstler
- Mitmusiker (Side Players)
- Musikindustrie
- Album des Jahres
- Künstler des Jahres

## Mitglieder der Oregon Music Hall of Fame (Auszug)
- Poison Idea
- Chris Botti
- Curtis Salgado
- Esperanza Spalding
- The Decemberists
- Everclear
- Black ’n Blue
- Tim Hardin
- Rebecca Kilgore
- Pink Martini
- Dan Reed Network